# Theodor Ehninger
Theodor Heinrich Ehninger (* 26. September 1834 in Kirchheim unter Teck; † 3. August 1890 in Tuttlingen) war ein württembergischer Posthalter und Politiker.

## Familie
Theodor Ehninger war der Sohn des Bierbrauereibesitzers und Kronenwirts Johann Friedrich Ehninger (1789–1867) in Kirchheim unter Teck und der Anna Maria, geb. Speiser (1795–1873). Er hatte zehn Geschwister, darunter auch den Kirchheimer Landtagsabgeordneten Christian Ehninger. Seit 1868 war er mit Paulina Thusnelda Schulte (1845–1903) verheiratet, sie hatten fünf Kinder.
Ehninger arbeitete als Posthalter in Tuttlingen. 
Er wurde 1882 im Wahlkreis Tuttlingen in den württembergischen Landtag gewählt, 1889 verteidigte er sein Mandat sehr knapp gegen den Kaufmann Teufel. Im Landtag schloss sich Ehninger der Fraktion der Linken an.